# صخرة جبل طارق
صخرة جبل طارق (أو صخرة جبرلتار) هي عبارة عن نتوء صخري على شكل صخرة كبيرة تقع على الطرف الجنوبي الغربي من أوروبا على شبه الجزيرة الأيبيرية، في مقاطعة جبل طارق (جبرلتار) الذاتية الحكم التابعة للتاج البريطاني. وتسمى الصخرة عادة باسم جبل طارق، وتطل على المضيق الذي يحمل الاسم نفسه. ويبلغ ارتفاعها 426 مترا. وتخضع لسيطرة التاج البريطاني، وتتاخم جنوب إسبانيا. وقد انتقلت الصخرة من السيادة الإسبانية إلى السيادة البريطانية بموجب معاهدة أوتريشت في عام 1713 بعد حرب الخلافة الإسبانية.

## الجيولوجيا

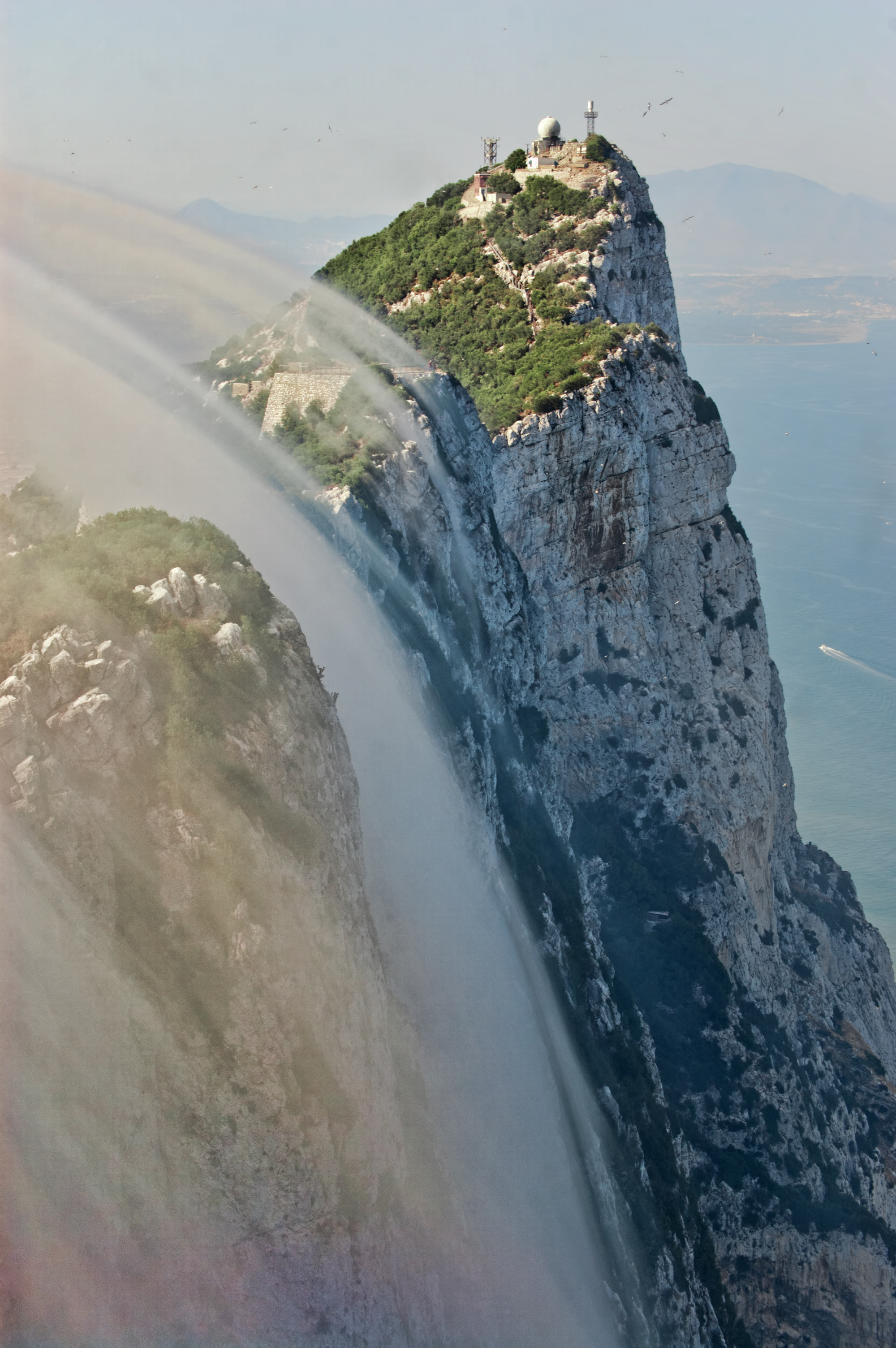
سحابة ليفانت تتشكل في اتجاه المنحدرات الشرقية لصخرة جبل طارق.

صخرة جبل طارق هي رعن متكشف عن وحدة متراصة. تتميز التلال الرئيسية بقمة حادة مع قمم تزيد عن 400 متر فوق مستوى سطح البحر، تكونت من الحجر الجيري والدولوميت في العصر الجوراسي المبكر. وهي عبارة عن طرف متآكل ومشوّه بشدة من طية مقلوبة. انقلبت الطبقات الرسوبية المكونة لصخرة جبل طارق، حيث تعلو الطبقات الأقدم فوق الطبقات الأصغر سناً. هذه الطبقات هي تشكيل الصخر الزيتي الكتالوني الأصغر (الحجر الجيري لجبل طارق)، وتشكيلات صخور ليتل باي الأقدم، وتشكيل حوض بناء السفن الصخري، هذه الطبقات مشوّهة بشكل ملحوظ.
الصخر في الخليج الكتالوني في الغالب مُكوَّن من الصخر الزيتي، وأيضًا من وحدات سميكة تتكون من كل من الحجر الرملي البني الجيري، والحجر الرملي الناعم المتداخل مع الحجر الجيري الأسود المزرق، والمارل ذات الطبقات المتداخلة ذات اللون الرمادي المخضر والكرز الرمادي الداكن. يحتوي تكوين الصخر الزيتي في الكاتالونية على أشواك إيكينويد غير محددة وشظايا من البليمنيت وعدد قليل من الأمونيت الجوراسية المبكرة (وسط لياس).
يتكون الحجر الجيري لجبل طارق من حجر مضغوط أبيض رمادي أو رمادي باهت، وأحيانًا بلوري ناعم، متوسط إلى كثيف من الحجر الجيري والدولوميت التي تحتوي محليا على طبقات شرت. هذا التكوين يضم حوالي ثلاثة أرباع صخرة جبل طارق. وجد الجيولوجيون العديد من الحفريات البحرية سيئة الحفظ والمتآكلة بشكل سيئ داخلها. تشتمل الحفريات الموجودة في الحجر الجيري لجبل طارق على العديد من عضديات الأرجل والشعاب المرجانية وشظايا إيكينويد وبطنيات الأرجل وذوات الصدفتين وستروماتوليت، تشير هذه الحفريات إلى العصر الجوراسي المبكر لترسب الحجر الجيري لجبل طارق.

موقع الصخرة

تشكل تشكيلات الصخور الزيتية في ليتل باي وحوض بناء السفن جزء صغير جدا من صخرة جبل طارق. يتكون صخر ليتل باي من الصخر الزيتي الرمادي الداكن غير المتحجر، والذي يتداخل مع طبقات رقيقة من الحصى والحجر الطيني والحجر الجيري، وهي تسبق الحجر الجيري لجبل طارق. صخر حوض بناء السفن عبارة عن صخر زيتي متنوع غير موصوف من عمر غير معروف مدفون تحت حوض بناء السفن في جبل طارق وهياكل الحماية الساحلية.
على الرغم من أن هذه التكوينات الجيولوجية قد ترسبت خلال الجزء الأول من العصر الجوراسي منذ حوالي 175-200 مليون سنة، إلا أن مظهرها الحالي يرجع إلى أحداث أكثر حداثة منذ حوالي 5 ملايين سنة. عندما اصطدمت الصفيحة التكتونية الأفريقية بشدة مع الصفيحة الأوراسية، تحول البحر الأبيض المتوسط إلى بحيرة جفَّت بمرور الوقت خلال أزمة الملوحة الميسينية، ثم اخترق المحيط الأطلسي مضيق جبل طارق، وأدى الفيضان الناتج إلى وجود البحر الأبيض المتوسط. تشكل الصخرة جزء من سلاسل جبال باتيك، وهي سلسلة جبلية تهيمن على جنوب شرق أيبيريا. 
تشكل صخرة جبل طارق شبه جزيرة بارزة في مضيق جبل طارق من الساحل الجنوبي لإسبانيا. يرتبط الرعن بالقارة عن طريق تومبلو رملي بحد أقصى لارتفاع 3 م (9.8 قدم). 